# Vilaflor
Vilaflor település Spanyolországban, Santa Cruz de Tenerife tartományban. Vilaflor Adeje, Arona, La Orotava, Granadilla de Abona és San Miguel de Abona községekkel határos. Lakosainak száma 1871 fő (2024).
Itt született a szentté avatott Pedro de San José de Betancur misszionárius.

## Népesség
A település népessége az elmúlt években az alábbi módon változott:
| Lakosok száma | 1707 | 1895 | 1900 | 1854 | 1825 | 1715 | 1615 | 1667 | 1767 | 1871 |
|               | 2001 | 2004 | 2007 | 2009 | 2012 | 2014 | 2017 | 2019 | 2022 | 2024 |